# Fruit
Fruit (рус. Фрукт) — компьютерная шахматная программа, разработанная в марте 2004 года Фабьеном Летузье. Райан Бенитес присоединился к создателю программы в декабре 2005 года. Йоахим Рэнг является главным тестером Fruit с момента его появления.

## Результаты
В 2005 году на Чемпионате мира по шахматам среди компьютерных программ в Рейкьявике Fruit набрал 8.5 из 11 очков, заняв второе место после Zappa.
В рейтинг-листе SSDF от 24 ноября 2006 года Fruit 2.2.1 имел рейтинг 2842 пунктов. В рейтинг-листе CEGT от 24 января 2007 года Fruit 2.2.1 имел рейтинг 2776 пунктов.
По состоянию на 23 июля 2007 года Fruit стал бесплатным.
В последних версиях 2.3 и 2.3.1 Fruit можно бесплатно скачать на superchessengine.com.
Fruit 2.3.1 является одной из трёх лучших бесплатных UCI шахматных программ.

## Внутренние качества
Fruit использует классический Negascout (PVS) итерационный алгоритм с углублением по дереву игры. Он также использует эвристический нуль-переход. В оригинальной версии используется упрощённая оценочная функция с механизмами поиска. В более поздних версиях оценочная функция была улучшена. Но представление доски отличается — Fruit использует доску 16x16.
До версии 2.1 (Peach), Fruit был открытым программным обеспечением. Исходный код версии 2.1 по-прежнему открыт, что внесло большой вклад в развитие компьютерных шахмат в последние годы. Некоторые разработчики до сих пор работают со старым кодом, создавая программы, отличающиеся от первоначального Fruit.